# Ладіслав Пешек
Ладіслав Пешек (чеськ. Ladislav Pešek, справжнє прізвище — Ладіслав Пех) — чеський актор і театральний педагог. Заслужений артист Чехословаччини (1954), народний артист Чехословаччини (1958).

## Біографія
Народився в акторській сім'ї у Брно (тоді в Австро-Угорщині). Акторську освіту отримав на драматичному відділенні консерваторії в Брно і в театральній школі Макса Рейнгардта в Берліні. Дебютував у кіно в 1931 році. Актор театрів в Брно («Міський театр») і Празі («Національний театр»). З 1943 року був викладачем Празької консерваторії, а потім Академії музичного мистецтва в Празі по 1950 рік.
Помер у Пльзені, похований на Вишеградському кладовищі в Празі.
Його мати — актриса Емма Пехова.

## Вибрана фільмографія
- 1935 — Одна з мільйону / Jedna z milionu
- 1937 — Люди на крижині / Lidé na kře
- 1938 — Школа — основа життя / Škola základ života!
- 1939 — Шлях в глибини студентської душі / Cesta do hlubin študákovy duše
- 1941 — Тяжке жиння авантюриста / Těžký život dobrodruha
- 1941 — Милий чоловік / Roztomilý člověk
- 1941 — Готель «Блакитна зірка» / Hotel Modrá hvězda
- 1955 — Песиголовці / Psohlavci
- 1955 — Волинщик из Страконіц / Strakonický dudák
- 1957 — Школа батьків / Škola otců
- 1957 — Вересневі ночі / Zářijové noci
- 1959 — Травневі зірки / Májové hvězdy
- 1962 — Ешелон з раю / Transport z ráje
- 1973 — Златовласка / Zlatovláska
- 1977 — Адела ще не вечеряла / Adéla ještě nevečeřela
- 1977 — Лікарня на околиці міста / Nemocnice na kraji města
- 1978 — Já už budu hodný, dědečku!
- 1980 — Анна-пролетарка / Anna proletářka
- 1982 — Зелена хвиля / Zelená vlna

## Визнання
- 1954 — Заслужений артист Чехословаччини,
- 1958 — Народныый артист Чехословаччини,
- 1967 — Кавалер чехословацького ордена Праці,
- 1981 — Кавалер чехословацького ордена Республіки.